# Barbadiaans-Surinaamse betrekkingen
Barbadiaans-Surinaamse betrekkingen verwijzen naar de huidige en historische betrekkingen tussen Barbados en Suriname.

## Bilaterale betrekkingen
De landen gingen op 8 maart 1978 diplomatieke betrekkingen aan. Geen van beide heeft een ambassade in het andere land gevestigd.
In februari 2005 ondertekenden de leiders van Barbados en Suriname een overeenkomst voor onderlinge samenwerking. In april 2009 vormden beide landen een gemengde commissie in Paramaribo om de onderlinge relatie te verbeteren en op verschillende gebieden samen te werken. Hieraan werd in maart 2011 een gevolg aan gegeven in Dover, Barbados. In november 2020 bracht premier Mia Mottley een bezoek aan Suriname.
Barbados riep zich in 2021 uit tot republiek, waarin het al die tijd weerhouden was geweest vanwege een negatief advies twintig jaar eerder dat waarschuwde voor mislukte experimenten in Suriname en Guyana.

## Handel
Suriname heeft een overschot op de betalingsbalans vanwege de export van olie naar Barbados.